# Dobratycze
Dobratycze es un pueblo ubicado en la gmina Kodeń, distrito de Biała Podlaska, voivodato de Lublin, Polonia.

## Superficie
Cuenta con una superficie de 7,100 kilómetros cuadrados.

## Demografía
Hasta 2011 la población era de 141 habitantes, con una densidad de población de 19,86 habitantes por kilómetro cuadrado. Estaba conformada por 72 hombres (51,1%) y 69 mujeres (48,9%), según el censo de la Oficina Central de Estadística.